# Daniel Cantillon
Daniel James Cantillon (Cleveland, 17 febbraio 1945) è un ex schermidore statunitense.

## Biografia
Ha partecipato ai Giochi della XIX Olimpiade di Città del Messico nel 1968.

## Palmarès
In carriera ha conseguito i seguenti risultati:
- Giochi Panamericani:

Cali 1971: oro nel fioretto a squadre.